# Kohortstudie
Kohortstudier är inom statistik en studie på en grupp individer med någon bestämd gemensam erfarenhet inom en viss tidsperiod. En födelsekohort är det vanligaste exemplet, men en kohort kan också bestå av de som anställts vid en viss industri under en tidsperiod eller som vid en viss tidpunkt arbetat där. Andra exempel är "överlevnad efter hjärtinfarkt" ett visst år.
En kohortstudie (prospektiv eller retrospektiv) kan sägas vara den näst sista (ofta sista) länken i kedjan för att bekräfta ett samband mellan sjukdom och exponering.
Vid en kohortstudie går man från ’orsak’ till ’effekt’ och startar följaktligen med att identifiera exponeringen (vid en retrospektiv studie på historiska data är proceduren analog fastän den sker i analysen) varefter man jämför sjukdomsmönstret i de olika exponeringskategorierna. Man får då möjlighet att skatta inte bara de relativa utan också de absoluta riskerna.
Inom en kohort kan individer plockas ut för att ingå i en fall-kontrollstudie. Denna sorts studie kallas nested case-control eftersom det är en studie inuti en annan studie.